# Olympische Geschichte der Britischen Jungferninseln
| Gelbes Symbol für Goldmedaillen mit stilisierten Olympischen Ringen | Graues Symbol für Silbermedaillen mit stilisierten Olympischen Ringen | Braundes Symbol für Bronzemedaillen mit stilisierten Olympischen Ringen |
| ------------------------------------------------------------------- | --------------------------------------------------------------------- | ----------------------------------------------------------------------- |
| —                                                                   | —                                                                     | —                                                                       |

Die Britischen Jungferninseln, deren NOK, das British Virgin Islands Olympic Committee, 1967 gegründet wurde, nehmen seit 1984 an Olympischen Sommerspielen teil. 1984 nahm man auch zum ersten Mal an Winterspielen teil, die zweite Teilnahme erfolgte erst 2014. Auch an den Jugend-Sommerspielen nahmen Jugendliche der Britischen Jungferninseln teil. Medaillen konnten die Sportler der britischen Karibikinseln bislang nicht gewinnen.

## Übersicht
Die erste Teilnahme von Sportlern der Britischen Jungferninseln fand bei den Winterspielen von 1984 in Sarajewo statt. Erster Olympionike war am 10. Februar 1984 der Eisschnellläufer Erroll Fraser. In Los Angeles im gleichen Jahr nahmen Leichtathleten und Segler erstmals an Olympischen Sommerspielen teil. Erster Sommerolympionike waren am 31. Juli 1984 die Segler Keith und Peter Barker in der 470er-Klasse sowie Elvet Meyers, Keith Thomas und Robin Tattersall in der Soling-Klasse.
2004 in Athen war die Sprinterin Dion Crabbe die erste Frau der Britischen Jungferninseln bei Olympischen Spielen. 2014 in Sotschi erfolgte die zweite Teilnahme bei Winterspielen, diesmal durch einen Freestyle-Skifahrer. In Rio de Janeiro 2016 nahm erstmals eine Schwimmerin von den Inseln teil.
Jugendliche der Britischen Jungferninseln nahmen an beiden bislang ausgetragenen Jugend-Sommerspielen teil. 2010 in Singapur bestand die Mannschaft aus drei Leichtathleten, einem Jungen und zwei Mädchen. Erfolgreich war die Sprinterin Darnetia Robinson, die Siebte über 100 Meter wurde. Auch 2014 in Nanjing war eine Sprinterin im 100-Meter-Lauf die erfolgreichste von acht Teilnehmern, drei Jungen und fünf Mädchen. Nelda Huggins belegte Platz 6. In Nanjing waren auch eine Schwimmerin und ein Segler vertreten.

## Übersicht der Teilnehmer

### Sommerspiele
| Jahr      | Athleten           | Athleten           | Athleten           | Flaggenträger                   | Sportarten         | Sportarten         | Sportarten         | Medaillen          | Medaillen          | Medaillen          | Medaillen          | Rang               |
| Jahr      | Gesamt             | Männer             | Frauen             | Flaggenträger                   | Leichtathletik     | Segeln             | Schwimmen          |                    |                    |                    | Total              | Rang               |
| --------- | ------------------ | ------------------ | ------------------ | ------------------------------- | ------------------ | ------------------ | ------------------ | ------------------ | ------------------ | ------------------ | ------------------ | ------------------ |
| 1896–1980 | nicht teilgenommen | nicht teilgenommen | nicht teilgenommen | nicht teilgenommen              | nicht teilgenommen | nicht teilgenommen | nicht teilgenommen | nicht teilgenommen | nicht teilgenommen | nicht teilgenommen | nicht teilgenommen | nicht teilgenommen |
| 1984      | 9                  | 9                  | 0                  | Lindel Hodge                    | 4                  | 5                  |                    |                    |                    |                    |                    |                    |
| 1988      | 3                  | 3                  | 0                  | Willis Todman                   | 2                  | 1                  |                    |                    |                    |                    |                    |                    |
| 1992      | 4                  | 4                  | 0                  | Karl Scatliffe                  | 1                  | 3                  |                    |                    |                    |                    |                    |                    |
| 1996      | 7                  | 7                  | 0                  | Keita Cline                     | 6                  | 1                  |                    |                    |                    |                    |                    |                    |
| 2000      | 1                  | 1                  | 0                  | Keita Cline                     | 1                  |                    |                    |                    |                    |                    |                    |                    |
| 2004      | 1                  | 1                  | 0                  | Dion Crabbe                     | 1                  |                    |                    |                    |                    |                    |                    |                    |
| 2008      | 2                  | 1                  | 1                  | Tahesia Harrigan                | 2                  |                    |                    |                    |                    |                    |                    |                    |
| 2012      | 2                  | 1                  | 1                  | Tahesia Harrigan                | 2                  |                    |                    |                    |                    |                    |                    |                    |
| 2016      | 4                  | 1                  | 3                  | Ashley Kelly                    | 3                  |                    | 1                  |                    |                    |                    |                    |                    |
| 2020      | 3                  | 1                  | 2                  | Elinah Phillip & Kyron McMaster | 2                  |                    | 1                  |                    |                    |                    |                    |                    |
| 2024      | 4                  | 3                  | 1                  | Adaejah Hodge & Thad Lettsome   | 3                  | 1                  |                    |                    |                    |                    |                    |                    |
| Gesamt    | Gesamt             | Gesamt             | Gesamt             | Gesamt                          | Gesamt             | Gesamt             | Gesamt             | 0                  | 0                  | 0                  | 0                  | -                  |

### Winterspiele
| Jahr      | Athleten           | Athleten           | Athleten           | Flaggenträger      | Sportarten         | Sportarten         | Medaillen          | Medaillen          | Medaillen          | Rang               |
| Jahr      | Gesamt             | Männer             | Frauen             | Flaggenträger      | Eisschnelllauf     | Freestyle Ski      |                    |                    |                    | Rang               |
| --------- | ------------------ | ------------------ | ------------------ | ------------------ | ------------------ | ------------------ | ------------------ | ------------------ | ------------------ | ------------------ |
| 1924–1980 | nicht teilgenommen | nicht teilgenommen | nicht teilgenommen | nicht teilgenommen | nicht teilgenommen | nicht teilgenommen | nicht teilgenommen | nicht teilgenommen | nicht teilgenommen | nicht teilgenommen |
| 1984      | 1                  | 1                  | 0                  | Erroll Fraser      | 1                  |                    |                    |                    |                    |                    |
| 1988–2010 | nicht teilgenommen | nicht teilgenommen | nicht teilgenommen | nicht teilgenommen | nicht teilgenommen | nicht teilgenommen | nicht teilgenommen | nicht teilgenommen | nicht teilgenommen | nicht teilgenommen |
| 2014      | 1                  | 1                  | 0                  | Peter Crook        |                    | 1                  |                    |                    |                    |                    |
| 2018–2022 | nicht teilgenommen | nicht teilgenommen | nicht teilgenommen | nicht teilgenommen | nicht teilgenommen | nicht teilgenommen | nicht teilgenommen | nicht teilgenommen | nicht teilgenommen | nicht teilgenommen |
| Gesamt    | Gesamt             | Gesamt             | Gesamt             | Gesamt             | Gesamt             | Gesamt             | 0                  | 0                  | 0                  | –                  |

### Jugend-Sommerspiele
| Jahr   | Athleten | Athleten | Athleten | Flaggenträger    | Sportarten     | Sportarten | Sportarten | Medaillen | Medaillen | Medaillen | Rang |
| Jahr   | Gesamt   | Männer   | Frauen   | Flaggenträger    | Leichtathletik | Schwimmen  | Segeln     |           |           |           | Rang |
| ------ | -------- | -------- | -------- | ---------------- | -------------- | ---------- | ---------- | --------- | --------- | --------- | ---- |
| 2010   | 3        | 1        | 2        | J’maal Alexander | 3              |            |            |           |           |           |      |
| 2014   | 8        | 3        | 5        |                  | 6              | 1          | 1          |           |           |           |      |
| Gesamt | Gesamt   | Gesamt   | Gesamt   | Gesamt           | Gesamt         | Gesamt     | Gesamt     | 0         | 0         | 0         | –    |

### Jugend-Winterspiele
| Jahr      | Athleten           | Athleten           | Athleten           | Flaggenträger      | Sportarten         | Medaillen          | Medaillen          | Medaillen          | Rang               |
| Jahr      | Gesamt             | Männer             | Frauen             | Flaggenträger      | Sportarten         |                    |                    |                    | Rang               |
| --------- | ------------------ | ------------------ | ------------------ | ------------------ | ------------------ | ------------------ | ------------------ | ------------------ | ------------------ |
| 2012–2016 | nicht teilgenommen | nicht teilgenommen | nicht teilgenommen | nicht teilgenommen | nicht teilgenommen | nicht teilgenommen | nicht teilgenommen | nicht teilgenommen | nicht teilgenommen |
| Gesamt    | Gesamt             | Gesamt             | Gesamt             | Gesamt             | Gesamt             | 0                  | 0                  | 0                  | –                  |

## Medaillengewinner

### Goldmedaillen
Bislang (Stand 2024) keine Medaillengewinner

### Silbermedaillen
Bislang (Stand 2024) keine Medaillengewinner

### Bronzemedaillen
Bislang (Stand 2024) keine Medaillengewinner